# Anfizionia delfica

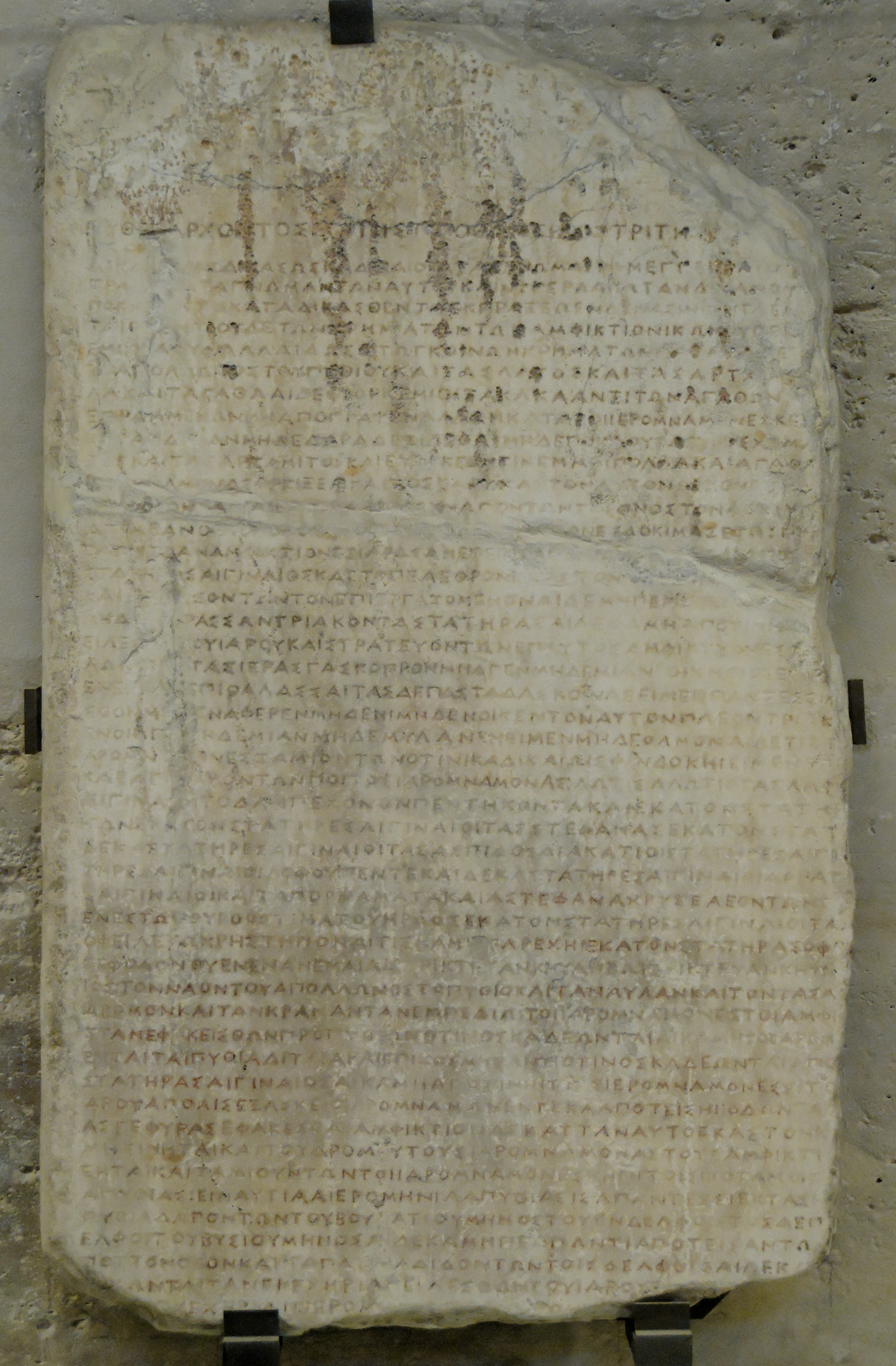
Legge anfizionica di Delfi (IV secolo a.C., marmo, da Egina, ora al Museo del Louvre)

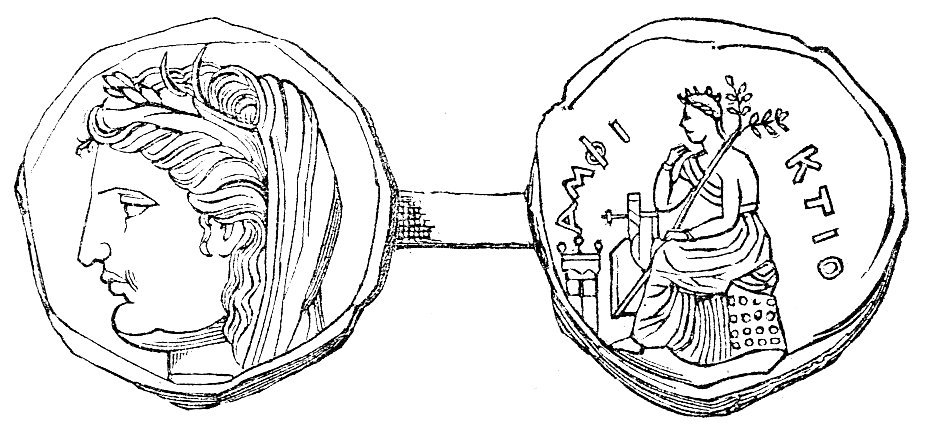
Statere d'argento di Delfi, 336 a.C., coniato nel nome del Consiglio anfizionico di Delfi

L'anfizionia delfica (chiamata anche anfizionia di Delfi o grande lega anfizionica) nell'antica Grecia era un'anfizionia organizzata per sostenere i maggiori templi di Apollo e Demetra. Il consiglio dell'anfizionia aveva l'autorità religiosa e il potere di pronunciare condanne contro i trasgressori. Le punizioni potevano variare dalle ammende all'espulsione e condurre alle guerre sacre. L'anfizionia dettava anche le regole delle guerre per proteggere i santuari e/o per imporre pene a coloro che li molestavano.

## Storia
Secondo la leggenda l'anfizionia delfica venne fondata poco dopo la guerra di Troia, per la protezione e la gestione del tempio di Apollo di Delfi e del tempio di Demetra di Antela (Ἀνθήλη), nei pressi delle Termopili. Secondo il mito fondante l'anfizionia era stata fondata in un lontano passato dal fondatore eponimo Anfizione, fratello di Elleno, l'antenato comune di tutti gli Elleni. I rappresentanti dei dodici membri dell'anfizionia, gli ieromnemoni, si incontravano alle Termopili in primavera e a Delfi in autunno.
I dodici fondatori citati da Eschine erano gli Eniani o Etei (Αἰνιᾶνες o Οἰταῖοι), i Beoti (Βοιωτοί) di Tebe, i Dolopi (Δόλοπες), i Dori (Δωριείς) di Sparta, gli Ioni (Ἴωνες) di Atene, gli Achei (Ἀχαιοί) di Ftia, i Locresi (Λοκροί) della Locride Opunzia (Ὀπούντιοι) e della Locride Ozolia (Ὀζολοί), i Magnesii (Μάγνητες), i Maliani (Μαλιεῖς), i Perrebi (Περραιβοί), i Focesi (Φωκεῖς), i Pizii (Πύθιοι) di Delfi e i Tessali (Θεσσαλοί). Le regole dell'anfizionia prevedevano che nessun membro poteva essere interamente spazzato via in guerra e che nessun approvvigionamento idrico di ogni membro poteva essere tagliato anche in tempo di guerra. Essa, però, non impediva ai suoi membri di combattere tra loro per il controllo dei templi.

### Guerre sacre
Nata come organizzazione religiosa, l'anfizionia delfica divenne politicamente importante nel VI secolo a.C., quando le grandi poleis iniziarono ad usarla per fare pressioni sulle minori.
L'oracolo riuscì a rendersi indipendente dalla città di Cirra, alla quale il tempio originariamente apparteneva. La gente di Cirra quindi impose una tassa su coloro i quali transitavano attraverso la loro zona per andare a Delfi, causando forti lamentele e riducendo le risorse dell'oracolo. I membri dell'anfizionia, dopo aver esaurito tutti gli altri mezzi per risolvere pacificamente la crisi, dichiararono la prima guerra sacra contro Cirra (596-585 a.C.). Il risultato fu la distruzione di Cirra e la dedica di questo paese ad Apollo, Latona, Artemide e Atena Pronaia. Da allora i Giochi pitici si svolsero ogni quattro anni, sotto la direzione dei membri dell'anfizionia.
Nel 448 a.C. i Focesi, volendo diventare padroni del santuario, marciarono contro Delfi, ma gli Spartani inviarono un esercito e restaurarono lo status quo a seguito della seconda guerra sacra. Dopo la partenza degli Spartani gli Ateniesi, guidati da Pericle, restituirono ai Focesi il dominio su Delfi e la gestione dei Giochi Pitici. Nel 421 a.C., dopo la pace di Nicia, Delfi tornò autonoma.
Nel 356 a.C. i Focesi catturarono e saccheggiarono Delfi. Contro di loro fu dichiarata la terza guerra sacra, che si concluse coll'espulsione dei Focesi dall'anfizionia (346 a.C.): i loro due voti vennero dati ai Macedoni, che avevano aiutato a sconfiggerli. Il re Filippo II usò il suo potere all'interno della anfizionia per promuovere le sue conquiste espansionistiche in Grecia.

### Declino
Nel 279 a.C. i Focesi furono riammessi nell'anfizionia per il loro merito di aver difeso Delfi contro un attacco da parte dei Galli e degli Etoli, che in passato avevano controllato il santuario. Nel III secolo a.C. furono istituite le Soterie per ricordare la vittoria greca contro i Galli.
Nel 191 a.C. l'anfizionia aveva 17 membri, ma solo quello dominante aveva due voti, mentre gli altri ne avevano uno. L'anfizionia continuò ad esistere sotto l'Impero romano, ma la sua autorità era limitata alla cura del tempio di Apollo a Delfi. L'imperatore romano Augusto incorporò gli Eniani, i Maliani, i Magnesii e i Pizii coi Tessali; poiché i Dolopi erano scomparsi, il loro posto fu preso dalla città di Nicopoli.
L'anfizionia cessò di esistere definitivamente intorno al II secolo.